# Hong Kong Ladies Masters
De Hong Kong Ladies Masters was een eenmalig golftoernooi in Hongkong, dat deel uitmaakte van de Ladies Asian Golf Tour (LAGT). Het vond van 8 tot 10 februari 2006 plaats op de Kau Sai Chau Public Golf Course van de The Jockey Club in Hongkong.
Het werd gespeeld in drie ronden (54-holes) en na de tweede ronde werd de cut toegepast.

## Winnares
| Jaar | Winnares          | Score | Score | Info |
| ---- | ----------------- | ----- | ----- | ---- |
| 2006 | Pornanong Phatlum | 216   | –3    |      |